# Rotherfield
Rotherfield is een civil parish in het bestuurlijke gebied Wealden, in het Engelse graafschap East Sussex met 3208 inwoners.